# Phytocoris tricinctus
Phytocoris tricinctus är en insektsart som beskrevs av Knight 1968. Phytocoris tricinctus ingår i släktet Phytocoris och familjen ängsskinnbaggar. Inga underarter finns listade i Catalogue of Life.